# Hulubești (gmina)
Hulubești – gmina w południowej Rumunii, administracyjnie należąca do okręgu Dymbowica.
W skład gminy wchodzi 5 miejscowości: Butoiu de Jos, Butoiu de Sus, Hulubești, Măgura i Valea Dadei. Według stanu na rok 2011 liczyła 3101 mieszkańców, zaś w roku 2021 jej liczebność wynosiła 3052 mieszkańców.